# パロノセトロン
パロノセトロン（palonosetron）は、5-HT3受容体拮抗薬の一つで、癌化学療法による急性または遅発性の悪心・嘔吐（化学療法誘発性悪心嘔吐(CINV)）の予防・治療に用いられる。商品名アロキシ。第III相臨床試験により、遅発性悪心嘔吐の抑制効果については、グラニセトロンよりも優れているとの結果が出た。
化学療法剤投与の30分前に静注または点滴静注する。
米国ではカプセル剤も存在し、化学療法剤投与の1時間前に服用するよう推奨されている。経口投与剤が米国で承認されたのは2008年8月であり、大規模臨床試験で遅延性の悪心・嘔吐に効果が見られなかったことから、用途は急性期の悪心・嘔吐に限定されている。

## 効能・効果
抗悪性腫瘍剤（シスプラチンなど）投与に伴う消化器症状（悪心、嘔吐）（遅発期を含む）

## 副作用
治験時の副作用発現率は34.3%であり、その主なものは便秘(16.5%)、頭痛(3.9%)、ALT(GPT)上昇73例(5.4%)、QT延長58例(4.3%)、AST(GOT)上昇49例(3.6%)、血管痛(3.1%)などであった。
重大な副作用として添付文書に記載されているものは、ショック、アナフィラキシーである。

## 薬物動態
注射後の血中半減期は、30〜40時間である:21-22。主に肝臓:27で代謝され、尿中:29に排泄される。腎障害または肝障害があると、半減期が延長され、軽度・中等度腎障害で47.3時間、重度腎障害で61.5時間、中等度肝障害で56.3時間、重度肝機能障害で59.9時間である:23-24。